# Privatizzazione
La privatizzazione, in diritto e nell'economia, è quel processo giuridico-economico che sposta la proprietà di un ente o di una società dal controllo statale a quello privato. Il procedimento opposto è la nazionalizzazione.
L'affermarsi del fenomeno, che si ebbe contestualmente con quella delle teorie del liberalismo alla fine degli anni 1980, trovò un pubblico riconoscimento nel Washington consensus e nelle successive iniziative per ridurre il peso dello Stato in economia in tutti i maggiori Paesi industrializzati. Una ricaduta non secondaria di tali iniziative - nate per riportare al mercato privato importanti asset industriali pubblici - era però anche di eliminare la specificità pubblicistica dei contratti di lavoro con le amministrazioni pubbliche e con le società partecipate dallo Stato.

## Descrizione
Altri significati più ampi del termine privatizzazione si ritrovano nei concetti di liberalizzazione (la cessazione del monopolio pubblico in alcuni settori economici e la conseguente apertura al mercato concorrenziale) e deregulation (l'eliminazione di vincoli e limiti posti dallo stato all'iniziativa economica privata); oppure la dismissione e l'alienazione da parte dello stato di beni e proprietà, non altrimenti vincolate o inalienabili, in favore di acquirenti privati.
Più in particolare si distingue tra:
- "privatizzazione fredda", che consiste nel tentativo di modificare il modus operandi dell'azienda pubblica introducendo metodologie, logiche e metodi propri delle aziende private senza modificare la natura giuridica ed economica dell'azienda pubblica considerata[1].
- "privatizzazione formale", ovvero la semplice trasformazione dello status giuridico di un ente o di una impresa di proprietà pubblica, nelle svariate forme che può assumere, in una società di diritto privato, alle regole di questo assoggettata. Spesso in questo caso la privatizzazione non è totale, ma lo Stato mantiene la maggioranza delle azioni mantenendo dunque il controllo direttivo della società oppure rimane comunque tra gli azionisti di maggioranza.
- "privatizzazione sostanziale", anche detta privatizzazione calda[2] o "materiale": è il vero e proprio passaggio della titolarità della proprietà e di conseguenza del potere di controllo dalla mano pubblica a quella privata.

Su scala diversa e facendo riferimento ad altre fonti normative, si può parlare di privatizzazione su scala locale quando le medesime attività vengono messe in atto dalle autonomie locali statali - ove previste - con riferimento a proprie attività produttive ed erogative.

### Vantaggi e limiti
In linea teorica il vantaggio di una privatizzazione è duplice: da una parte si riducono le spese dello Stato in termini di gestione oltre a fare gettito nella "vendita", dall'altra si registra teoricamente una maggiore efficienza di gestione da parte del privato ( ma nella realtà, questa maggiore efficienza si è tradotta solamente in un peggioramento dei servizi e tagli sulle spese per la manutenzione). Originariamente infatti gran parte delle risorse cosiddette strategiche di una nazione erano sotto il controllo statale, ma la crisi di certi settori dovuti ad una cattiva e difficile gestione statale unita all'esigenza di liquidità ha portato alla nascita e al ricorso sempre più diffuso della formula della privatizzazione. In realtà, specialmente per quanto riguarda le imprese statali profittevoli, la privatizzazione non comporta una diminuzione rilevante del deficit pubblico, in quanto verrebbero meno pure gli utili futuri. Perciò secondo un'analisi tecnica bisognerebbe vedere il processo della privatizzazione come favorevole non tanto al raggiungimento di un pareggio nei bilanci dello Stato, quanto a una diminuzione del debito pubblico e, di conseguenza, al finanziamento dello stesso deficit.
Con la privatizzazione dunque lo Stato non deve più investire né in gestione/manutenzione né in sviluppo dell'azienda o servizio pubblico; la gestione di questa passa direttamente in mano a un privato che spinto dalla legge del profitto si dimostra generalmente più in grado o capace di un'amministrazione attiva, dinamica ed efficiente, persecutrice di scopi più redditizi per l'azienda incrementandone profitti e diminuendone le perdite, ovvero risanando debiti e bilanci a beneficio dei consumatori sotto forma di qualità di servizio o bene offerto e riduzione dei costi del servizio offerto.
Secondo alcuni però il processo di privatizzazione non è esente da limiti e rischi: spesso infatti i vantaggi presunti sopraesposti non si concretizzano nel bene dell'azienda e della collettività con costi imponibili all'utente che rimangono inalterati o addirittura in aumento frutto di speculazioni economiche da parte del gestore. Altre possibili forme di speculazione da parte dei privati mettono a rischio la salute e il rispetto della legalità da parte dell'azienda stessa privatizzata. Sotto questo aspetto il concetto di privatizzazione (bene in mano ad un privato) è infatti ben distinto da quello più vasto di liberalizzazione che invece rimanda alla libera concorrenza tra molti gestori. Se non è da escludere la possibilità che l'azienda fallisca per un'altrettanto cattiva gestione da parte del privato, le problematiche sollevate da tale fallimento risultano meno gravose in presenza di vera concorrenza.

### Ambiti di possibile interesse
Il fenomeno opera generalmente riguardo enti che controllano e gestiscono servizi pubblici, o anche il servizio stesso, sottraendolo al monopolio statale, ove disposto. Esempio possono essere servizi quali trasporti, acquedotti, fognature, servizio idrico integrato col passaggio delle competenze da organismi di diritto pubblico quali amministrazioni pubbliche regolati dal diritto pubblico e senza scopo di lucro a società regolate dal diritto privato, che possono avere scopo di lucro (almeno formalmente).

## Nel mondo

### Italia
Si tratta di un processo che ha avuto luogo a partire dall'ultimo decennio del XX secolo: nella polemica pubblica lo si fa risalire al Washington consensus ed alla svolta pro-concorrenziale impressa alla fine degli anni 1990 dall'Unione europea dopo il mandato di Jacques Delors.

### Regno Unito
Nel Regno Unito, i conservatori di Margaret Thatcher fecero delle privatizzazioni il cardine della politica economica Thatcheriana. Nonostante la minima enfasi nella prima campagna elettorale, i governi Thatcher attuarono un piano di privatizzazioni e liberalizzazioni ad ampia scala, che divenne presto il fulcro della gestione economica conservatrice. Tali politiche furono prese come modello da numerosi altri governi dell'occidente industrializzato, come l'esecutivo del conservatore Brian Mulroney in Canada, e costituì una colonna portante della Nuova Destra.